# Vassil Levsky (Schiff, 1943)
Die Vassil Levsky war ein 1943 gebautes britisches Frachtschiff, das zunächst unter dem Namen Empire MacKendrick als Merchant Aircraft Carrier genutzt wurde. Bekannt wurde das seit 1957 unter bulgarischer Flagge fahrende Schiff, als es 1967 bis 1975 eines der 15 im Sueskanal festliegenden Schiffe der Gelben Flotte war.

## Bau und technische Daten
Im Auftrag des Ministry of War Transport (MoWT) erfolgte auf der Werft Burntisland Shipbuilding Company im schottischen Burntisland die Kiellegung des Schüttgutfrachtschiffes unter der Baunummer 277 am 24. April 1943. Es wurde bereits auf der Werft als Handelsflugzeugträger, der eine Notlösung darstellte und zumeist kleiner als die Geleitflugzeugträger war, fertig gestellt und war das zweite Schiff der Empire-MacAlpine-Klasse. Beim Stapellauf am 29. September 1943 erhielt es den Namen Empire MacKendrick nach dem Kommandanten der Audacity Commander Douglas W. MacKendrick, der bei der Versenkung des Schiffes im Dezember 1941 getötet worden war. Die Empire MacKendrick gehörte zur großen Gruppe der Empire-Schiffe, die im Dienst der Regierung standen.
Das Schiff war 131,1 Meter lang, 17,4 Meter breit und hatte einen Tiefgang von 7,4 Metern. Dabei war es mit 7933 BRT bzw. 5106 NRT vermessen und hatte eine Tragfähigkeit von 8810 Tonnen. Der Antrieb bestand aus einem Sechszylinder-Dieselmotor von John G. Kincaid & Company aus Greenock, der ein Burmeister & Wain-Lizenzbau war. Dieser leistete 3300 PS und ermöglichte über eine Schraube eine Geschwindigkeit von 12,0 Knoten. Die Besatzung umfasste als MAC-Schiff 107 Mann, die jeweils etwa zur Hälfte aus Seeleuten der Handelsmarine für den Schiffsbetrieb und aus Soldaten der Fleet Air Arm für den Flugbetrieb bestand.
Als Merchant Aircraft Carrier waren auf dem Schiff vier Flugzeuge vom Typ Fairey Swordfish stationiert. Die Bewaffnung bestand aus einem 102-mm-Geschütz, zwei 40-mm-Bofors-Geschützen sowie vier 20-mm-Oerlikon-Kanonen.

## Geschichte

### Merchant Aircraft CarrierEmpire MacKendrick(1943–1946)
Mit der Fertigstellung fand am 12. Dezember 1943 die Übergabe statt. Für das Ministry of War Transport übernahm die Reederei Ben Line Steamers die Bereederung des Schiffes, das unter der britischen Handelsflagge fuhr. Als Merchant Aircraft Carrier erhielt die Empire MacKendrick eine doppelte Aufgabe: Als Hilfsflugzeugträger sollte sie helfen die Konvois zu beschützen und, da Schiffsraum knapp war, gleichzeitig Fracht zu transportieren.
Von März 1944 bis Mai 1945 nahm die Empire MacKendrick als eines der Sicherungsschiffe an Atlantik-Konvois teil und transportierte dabei Nachschubgüter aus den Vereinigten Staaten und Kanada nach Großbritannien. Hauptsächlich fuhr sie in den HX-Geleitzügen von New York nach Liverpool, dazu kamen einige Fahrten in SC-Geleitzügen von Halifax nach Liverpool. Zu Feindkontakten kam es etwa im Mai 1944: Auf der Fahrt des Geleitzuges ON.237 von Liverpool nach New York hatten die beiden begleitenden Merchant Aircraft Carriers Ancylus und Empire MacKendrick am 25. Mai 1944 Kontakt mit dem deutschen U-Boot U 853 im Nordatlantik. Drei Swordfish-Flugzeuge der beiden Träger griffen das U-Boot mit Raketen an, das die Angriffe abwehren und entkommen konnte.

### Frachtschiff unter wechselnden Namen und Flaggen (1946–1957)
Nach dem Zweiten Weltkrieg verkaufte das Ministry of War Transport das Schiff 1946 noch mit Flugdeck an die Londoner Reederei Mediterranean & Atlantic Lines Ltd. der griechischen Brüder Goulandris. Der neue Eigner gab dem Schiff den Namen Granpond und setzte es ohne Entfernung des Flugdecks als Frachtschiff ein. 1951 trennte sich die Reederei vom Schiff und verkaufte an die Cia. Mar del Este aus Panama, die es in Condor umbenannte. Erst jetzt wurde das Schiff wieder zum reinen Frachter zurückgebaut. Der Umbau fand in Hamburg-Steinwerder statt. Bereits zwei Jahre später, 1953, veräußerte sie die Condor wieder und die Soc. Armadora del Norte, ebenfalls aus Panama, setzte es unter dem bisherigen Namen weiter ein. 1955 kaufte die Reederei Turnbull, Scott & Co. in London den Frachter, der nun den Namen Saltersgate erhielt. Auch Turnbull, Scott & Co. trennte sich bereits nach zwei Jahren wieder von dem Schiff. Aus diesen gut zehn Jahren sind Routen und Frachten des Schiffes offen.

### Bulgarisches FrachtschiffVassil Levsky(1957–1975)
Käufer des Schiffes war die bulgarische Staatsreederei Navigation Maritime Bulgare, die ihre Flotte zu dieser Zeit mit gebrauchten Schiffen und den ersten Neubauten heimischer Werften deutlich ausbaute. Bei der Übernahme des Schiffes am 19. Juni 1957 in Middlesbrough erhielt es den Namen von Wassil Lewski, einem bulgarischen Revolutionär der bulgarischen Freiheitsbewegung des 19. Jahrhunderts.
Von Schottland führte die erste Reise nach Rotterdam, wo das Schiff Düngemittel für Indien lud. In den kommenden beiden Jahren führte die Vassil Levsky weitere Fahrten nach Indien durch, auf denen sie Zement nach Indien brachte und auf dem Rückweg Erze nach Bulgarien transportierte. Bulgarische Schifffahrtsgeschichte schrieb die Vassil Levsky, da sie am 30. Januar 1958 als erstes bulgarisches Schiff in Buenos Aires und 1963 in einen brasilianischen Hafen einlief. Auch die Ladungen der weiteren Jahre bestanden hauptsächlich aus Massengütern: So fuhr sie im September 1959 von Bulgarien nach Poti, lud dort Eisenkonzentrat für Calais. Von Calais ging es nach Amsterdam, um Phosphatdünger für Warna aufzunehmen. Oft transportierte sie landwirtschaftliche Erzeugnisse wie Getreide oder Sonnenblumenkerne als Exportgut nach Europa, und lud zum Beispiel in Murmansk Apatit für Bourgas – klassische Trampschifffahrt.
Auf einer Rückreise von Asien nach Bulgarien wurde die Vassil Levsky am 5. Juni 1967 durch den Ausbruch des Sechstagekrieges im Suezkanal eingeschlossen. Nahezu acht Jahre verbrachte der Frachter mit 14 weiteren Schiffen im Großen Bittersee vor Anker liegend: Als im Oktober 1969 jeweils mehrere Schiffe zu Ankergruppen zusammengefasst wurden, um die Wartung durch weniger Personal zu ermöglichen, blieb die Vassil Levsky weiter einzeln verankert. Gemutmaßt wurde damals, ob sie Waffen an Bord gehabt haben könnte. Wie auf den anderen Schiffen wurde auf der Vassil Levsky die Besatzung reduziert, die etwa alle fünf bis sechs Monate ausgewechselt wurde. Das Schiff verkam zusehends und wurde im Mai 1974 als „verwahrlost“ betrachtet, für die Besatzung führten die anderen Schiffe gar Proviantsammlungen durch. Als am 23. März 1975 ein heftiger Sandsturm auf dem Bittersee tobte, riss sich das Schiff los, strandete am Ausgang des Bittersees und wurde von den anderen Schiffen wieder auf seine Position verholt. Mit dem Ende der Sperrung des Sues-Kanals im Mai 1975 musste die Vassil Levsky wie fast alle Schiffe nach Port Said geschleppt werden. Dort wurde sie im Juli 1975 an Abbrecher verkauft und ab 22. Juli 1975 in Split abgewrackt.